# Džemail Koničanin
Džemail Koničanin (en bosnien Džemail Koničanin; 1910-1944) est un officier bosniaque de la milice musulmane de Sandžak (en), une unité de supplétifs active aux côtés des forces de l'Axe lors de la Seconde Guerre mondiale en Yougoslavie. D'abord sous l'autorité italienne puis sous commandement allemand, Koničanin s'est rendu coupable de plusieurs crimes de guerre, que ce soit contre des civils serbes ou contre les populations juives de la région.

## Biographie
Džemail Koničanin naît dans une famille nombreuse du petit village de Koniče, près de Tutin (actuelle Serbie). À 28 ans, il est employé comme gardien de prison à Novi Pazar, mais doit quitter ce poste après avoir tué un prisonnier au cours d'une rixe.
Après l'invasion de la Yougoslavie par l'Axe, Koničanin organise à l'automne 1941, sous commandement italien, l'une des plus fortes unités de la milice musulmane de Sandžak (en). Sa tâche principale était de lutter pour le compte des occupants contre les attaques des Tchetniks serbes et des partisans communistes. Il travaille pour cela en étroite collaboration avec Xhafer Deva, ministre de l'Intérieur du royaume albanais, auquel est intégré Tutin. Agissant sous uniforme albanais, Koničanin est progressivement davantage chargé de mission de police aux alentours de Sjenica et Prijepolje. Cependant, en novembre 1941, son unité se distingue en portant assistance aux Albanais attaqués à Novi Pazar par les Tchetniks. 
Peu après avoir réussi à repousser l'attaque serbe, les bosniaques de Koničanin lancent une attaque sur la ville serbe de Raska. En 1942, Koničanin participe à l'arrestation et à la déportation vers les camps de la mort de Juifs de Kosovska Mitrovica, au Kosovo, tout en poursuivant ses activités anti-partisanes, brûlant notamment le village de Šavci.
Après la capitulation italienne en septembre 1943, Koničanin passe sous les ordres des Allemands, qui rééquipent son unité et lui affectent des missions de patrouille le long des routes et des voies ferroviaires. Parallèlement, il continue à participer ponctuellement à des combats contre les partisans. En juillet 1944, comme la plupart des milices musulmanes, la troupe de Koničanin est incorporée au SS-Polizei Selbstschutz Regiment Sandschak, une unité composée exclusivement de musulmans de la région du Sandžak.
À la fin de l'année, les incursions tchetniks et communistes se multiplient dans la région que le régiment est censé défendre. Džemail Koničanin est tué dans de violents combats près du village de Hazane, près de Petnica. Sa mort entraîne la dispersion de ses hommes, dont certains ramènent son corps dans son village natal pour l'y enterrer.